# Panukulan
Panukulan (Bayan ng Panukulan) är en kommun i Filippinerna. Kommunen ligger på ön Luzon, och tillhör provinsen Quezon. Folkmängden uppgår till 11 311 invånare.
Panukulan är indelat i 12 barangayer.